# Cantaclaro
Cantaclaro és una pel·lícula dramàtica mexicana de 1946 dirigida per Julio Bracho i protagonitzada per Esther Fernández, Antonio Badú i Alberto Galán. La pel·lícula està basada en la novel·la homònima de 1934 de Rómulo Gallegos. L'escenografia de la pel·lícula va ser dissenyada pel director d'art Jesús Bracho.

## Argument
Florentino «Cantaclaro» (Antonio Badú), després de salvar les terres de la seva família, es va al pla a aprendre més cançons per a cantar. Allí s'enamora de Rosángela (Esther Fernández), una jove envoltada de molts secrets.

## Repartiment
- Esther Fernández com Rosángela / Angela Rosa.
- Antonio Badú com Florentino Coronado Cantaclaro.
- Alberto Galán com Doctor Juan Crisóstomo Payará.
- Paco Fuentes com Juan Parado.
- Rafael Lanzetta com Guarriqueño.
- Fanny Schiller com Doña Nico.
- Rafael Alcayde com Carlos Jaramillo.
- Ángel T. Sala com Coronel Buitrago.
- Alejandro Ciangherotti com Juan el Veguero.
- Maruja Grifell com Nana.
- Arturo Soto Rangel com Don Aquilino.
- Joaquín Coss com Don Tereso.
- Abraham Galán com José Luis Coronado.
- Humberto Rodríguez com Doctor.
- Manuel Noriega
- Gilberto González
- Salvador Quiroz
- Roberto Cañedo
- Enriqueta Reza
- Natalia Ortiz

## Producció
La pel·lícula va ser part d'una sèrie d'adaptacions cinematogràfiques de les novel·les de Rómulo Gallegos després de l'èxit de Doña Bárbara (1943).
Cantaclaro va començar a filmar-se al juny de 1945, després que Julio Bracho va realitzar El monje blanco. Va figurar com a productor executiu un enviat estatunidenc de la 20th Century Fox, Francis Alstock, promès d'Esther Fernández, qui va actuar a la pel·lícula. Va tenir locacions a Veracruz.

## Recepció
A Los Bracho: tres generaciones de cine mexicano, Jesús Ibarra recull que en el moment de l'estrena de la pel·lícula, «la crítica va dividir les seves opinions i al públic no li va agradar», afirmant que «malgrat el llenguatge bell i fluid, els diàlegs resultaven llargs i la pel·lícula una miqueta avorrida», amb Global Mexican Cinema: Its Golden Age citant que «alguns crítics contemporanis generalment han etiquetat a Cantaclaro, juntament amb la majoria o totes les pel·lícules [adaptades de novel·les] de Gallegos, com a 'mediocres'». Tanmateix, Ibarra també va afirmar que amb la pel·lícula «va succeir el mateix que amb El monje blanco; Bracho feia un cinema d'art, no apte per al públic mexicà en general», arribant a argumentar, que la pel·lícula va guanyar menys premis Ariel que Enamorada d'Emilio Fernández, que la pel·lícula de Bracho era «molt més meritòria de ser guardonada» que la de Fernández.